# Hnatiwka (rejon kramatorski)
Hnatiwka (ukr. Гнатівка) – wieś na Ukrainie, w obwodzie donieckim, w rejonie kramatorskim, w hromadzie Illiniwka. W 2001 liczyła 67 mieszkańców.